# ガルワングル環礁
ガルワングル環礁（Geruangel reef）は太平洋北西部、パラオ諸島北部の環礁。ゲルアンゲル環礁とも呼ばれる。パラオ共和国のカヤンゲル州に位置しており、カヤンゲル環礁から北西9km程の位置に存在する。ガルワンゲル環礁は北に広がるより大きな環礁の一部であり、大環礁の東側の中ほどはかなり浅くなっており、ベラスコ礁と呼ばれている。
第2次世界大戦中、駆逐艦五月雨が同環礁内で座礁している。また、海洋保護区ともなっている。